# Екатеринбург-Пассажирский
Екатеринбу́рг-Пассажи́рский (до 2010 года Свердловск-Пассажирский) — пассажирская железнодорожная станция Екатеринбургского региона Свердловской железной дороги, важнейший пассажирский транспортный узел, расположенный на главном ходу Транссибирской магистрали. На станции расположены центральный железнодорожный вокзал города Екатеринбурга и одноимённое локомотивное депо ТЧЭ-6.
По пассажиропотоку поездов дальнего следования вокзал является крупнейшим в регионах России, после московских и петербургского (Московского) вокзалов: 5,2 млн чел. в год (2019).
Вокзальный комплекс второй по величине на Урале после вокзала станции Челябинск-Главный. Состоит из четырёх зданий, обеспечивает ежесуточное отправление 60 пассажирских и более 180 пригородных поездов. В сутки станция обслуживает более 115 тысяч пассажиров, отправляя их по 7 направлениям, 5 из них электрифицированы.

## История

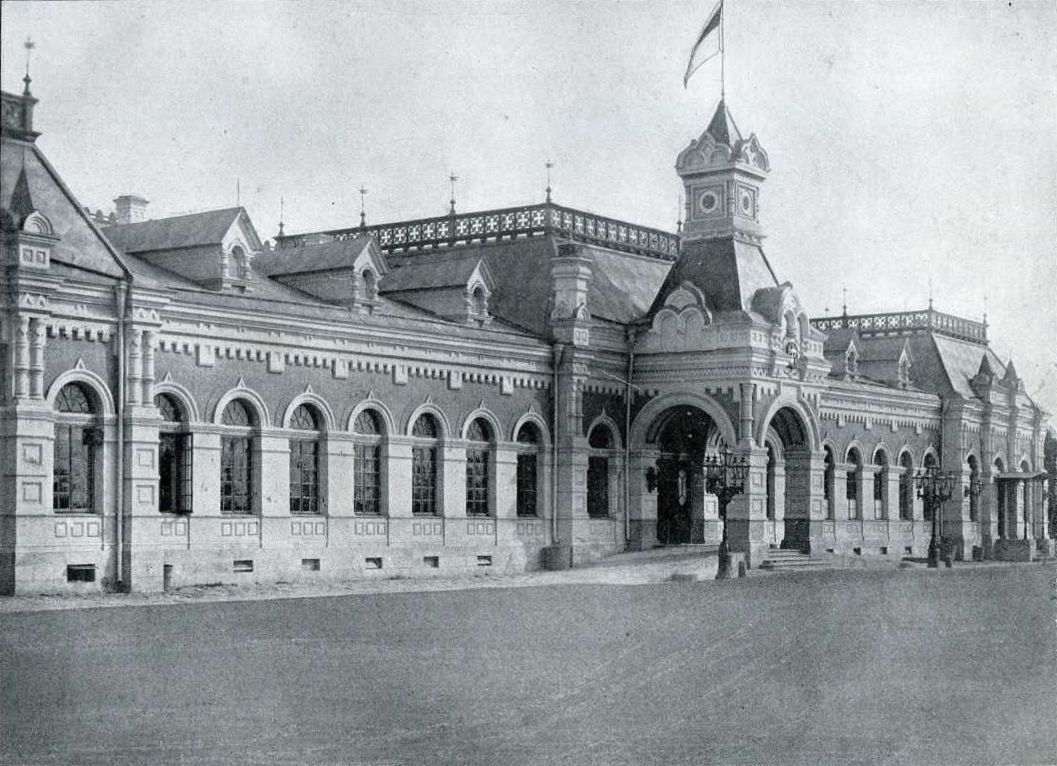
Вокзал Пермской железной дороги, начало XX века

Первое здание вокзала было построено в 1878 году при строительстве самой станции. Новое здание железнодорожного вокзала было построено в стиле модерн рядом с прежним по проекту К. Т. Бабыкина (1910), хотя в качестве автора проекта вокзала 1910—1912 годов называют и архитектора Ф. Е. Вольсова, что является спорным и не имеет документальных подтверждений. Здание вокзала строилось 7 лет и открылось 1 июня 1914 года и впоследствии неоднократно перестраивалось. В 1936—1939 годах по проекту Г. П. Валенкова и В. И. Смирнова проведена реконструкция вокзала в Свердловске в стиле неоклассицизм, был надстроен второй этаж, по фасаду появилась монументальная колоннада. В 1946 году проведён капитальный ремонт здания. В 1961—1962 годах по проекту В. В. Безрукова к зданию были добавлены 2 пристроя через арки с восточной и западной сторон.
В 1990-е годы к западному крылу вокзала пристроили ещё одно здание, сдано в эксплуатацию в 1995 году, выполненное в современных архитектурных формах по проекту В. Р. Рабиновича и У. Ютгоф. В период с 1997 по 2001 годы была проведена реконструкция вокзального комплекса.
После возвращения городу исторического названия станция долгое время сохраняла название Свердловск-Пассажирский. В марте 2009 года ОАО «РЖД» предложило привести название станции в соответствие с названием города. Инициативу поддержали Федеральная служба государственной регистрации, кадастра и картографии, Институт Российской истории РАН, региональные власти, члены общественного движения «Возвращение». 30 марта 2010 года постановлением Правительства России станция переименована в Екатеринбург-Пассажирский.
В 2017 году здание вокзала отреставрировано в преддверии чемпионата мира по футболу 2018. В том числе, в целях повышения уровня доступности для людей с ограниченными возможностями, на перронах были установлены специальные лифты.

## Дальнее следование

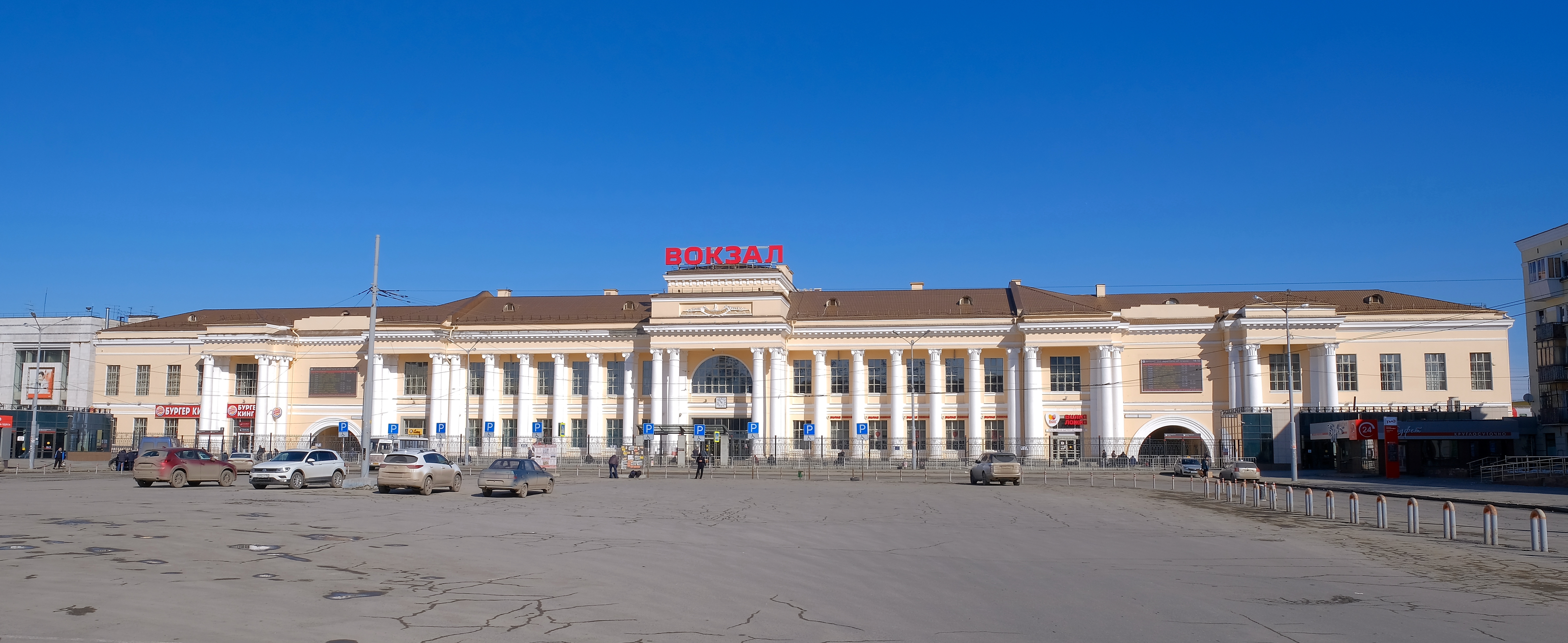
Вокзал станции в 2021 году

С вокзала отправляются поезда дальнего следования в семи направлениях, следующие в Абакан, Анапу, Адлер, Алма-Ату, Астану, Астрахань, Барнаул, Баку, Бишкек, Брест, Владивосток, Волгоград, Ижевск, Иркутск, Казань, Кемерово, Киров, Кисловодск, Красноярск, Курган, Минск, Москву, Нижневартовск, Нижний Тагил, Новокузнецк, Новосибирск, Новороссийск, Новый Уренгой, Оренбург, Пекин, Пермь, Петропавловск, Приобье, Самару, Санкт-Петербург, Саратов, Северобайкальск, Североуральск, Симферополь, Соликамск, Сургут, Ташкент, Тобольск, Томск, Тынду, Тюмень, Ульяновск, Уфу, Хабаровск, Челябинск, Читу, Улан-Батор, Улан-Удэ, Устье-Аху.
Также курсируют вагоны беспересадочного сообщения в Бийск, Гомель, Гродно, Могилёв, Нерюнгри, Павлодар, Пхеньян, Рузаевку, Советскую Гавань, Томмот, Эрдэнэт.
Со станции регулярно отправляются 4 фирменных поезда: по маршруту Челябинск — Москва курсирует поезд «Премиум» (бывшее название «Урал»); по маршруту Екатеринбург — Санкт-Петербург следует «Демидовский экспресс», по маршруту Екатеринбург — Кисловодск — поезд (через день). С 2008 года между станцией Екатеринбург-Пассажирский и аэропортом Кольцово курсирует аэроэкспресс.
По графику 2021/2022 года через станцию курсируют следующие поезда дальнего следования:
| № поезда                        | Маршрут движения                              | № поезда                        | Маршрут движения                              |
| Круглогодичное движение поездов | Круглогодичное движение поездов               | Круглогодичное движение поездов | Круглогодичное движение поездов               |
| ------------------------------- | --------------------------------------------- | ------------------------------- | --------------------------------------------- |
| 1 «Россия»                      | Владивосток — Москва                          | 2 «Россия»                      | Москва — Владивосток                          |
| 3                               | Пекин — Москва                                | 4                               | Москва — Пекин                                |
| 5                               | Улан-Батор — Москва                           | 6                               | Москва — Улан-Батор                           |
| 11 «Ямал»                       | Новый Уренгой — Москва                        | 12 «Ямал»                       | Москва — Новый Уренгой                        |
| 13 «Новокузнецк»                | Новокузнецк — Санкт-Петербург                 | 14 «Новокузнецк»                | Санкт-Петербург — Новокузнецк                 |
| 15 «Урал»                       | Челябинск — Москва                            | 16 «Урал»                       | Москва — Челябинск                            |
| 19 «Восток»                     | Пекин — Москва                                | 20 «Восток»                     | Москва — Пекин                                |
| 37 «Томич»                      | Томск — Москва                                | 38 «Томич»                      | Москва — Томск                                |
| 55 «Енисей»                     | Красноярск — Москва                           | 56 «Енисей»                     | Москва — Красноярск                           |
| 59 «Тюмень»                     | Нижневартовск — Москва                        | 60 «Тюмень»                     | Москва — Нижневартовск                        |
| 63                              | Новосибирск — Минск                           | 64                              | Минск — Новосибирск                           |
| 67                              | Абакан — Москва                               | 68                              | Москва — Абакан                               |
| 69                              | Чита — Москва                                 | 70                              | Москва — Чита                                 |
| 71 «Демидовский Экспресс»       | Екатеринбург — Санкт-Петербург                | 72 «Демидовский Экспресс»       | Санкт-Петербург — Екатеринбург                |
| 73                              | Тюмень — Санкт-Петербург                      | 74                              | Санкт-Петербург — Тюмень                      |
| 75                              | Омск — Симферополь                            | 76                              | Симферополь — Омск                            |
| 81                              | Улан-Удэ — Москва                             | 82                              | Москва — Улан-Удэ                             |
| 87/88                           | Нижневартовск — Самара                        | 87/88                           | Самара — Нижневартовск                        |
| 89                              | Петропавловск — Москва                        | 90                              | Москва — Петропавловск                        |
| 91                              | Северобайкальск — Москва                      | 92                              | Москва — Северобайкальск                      |
| 95                              | Барнаул — Москва                              | 96                              | Москва — Барнаул                              |
| 99                              | Владивосток — Москва                          | 100                             | Москва — Владивосток                          |
| 101/102                         | Нижневартовск — Пенза                         | 101/102                         | Пенза — Нижневартовск                         |
| 103                             | Новосибирск — Брест                           | 104                             | Брест — Новосибирск                           |
| 107                             | Нижневартовск — Волгоград                     | 108                             | Волгоград — Нижневартовск                     |
| 109                             | Новый Уренгой — Москва                        | 110                             | Москва — Новый Уренгой                        |
| 115                             | Томск — Адлер                                 | 116                             | Адлер — Томск                                 |
| 117                             | Новокузнецк — Москва                          | 118                             | Москва — Новокузнецк                          |
| 121                             | Оренбург — Екатеринбург                       | 122                             | Екатеринбург — Оренбург                       |
| 127                             | Екатеринбург — Ижевск                         | 128                             | Ижевск — Екатеринбург                         |
| 135                             | Барнаул — Москва                              | 136                             | Москва — Барнаул                              |
| 139                             | Барнаул — Адлер                               | 140                             | Адлер — Барнаул                               |
| 141                             | Симферополь — Пермь                           | 142                             | Пермь — Симферополь                           |
| 145                             | Челябинск — Санкт-Петербург                   | 146                             | Санкт-Петербург — Челябинск                   |
| 147                             | Нижневартовск — Астрахань                     | 148                             | Астрахань — Нижневартовск                     |
| 303                             | Алма-Ата — Казань                             | 304                             | Казань — Алма-Ата                             |
| 309                             | Новый Уренгой — Екатеринбург                  | 310                             | Екатеринбург — Новый Уренгой                  |
| 315                             | Ташкент — Екатеринбург                        | 316                             | Екатеринбург — Ташкент                        |
| 335                             | Екатеринбург — Новороссийск                   | 336                             | Новороссийск — Екатеринбург                   |
| 337                             | Екатеринбург — Приобье                        | 338                             | Приобье — Екатеринбург                        |
| 341/342                         | Нижневартовск — Оренбург                      | 341/342                         | Оренбург — Нижневартовск                      |
| 345/346                         | Нижневартовск — Адлер                         | 345/346                         | Адлер — Нижневартовск                         |
| 351                             | Уфа — Приобье                                 | 352                             | Приобье — Уфа                                 |
| 373/374                         | Тюмень — Махачкала                            | 373/374                         | Махачкала — Тюмень                            |
| 377                             | Новый Уренгой — Казань                        | 378                             | Казань — Новый Уренгой                        |
| 379/380                         | Новый Уренгой — Оренбург                      | 379/380                         | Оренбург — Новый Уренгой                      |
| 445                             | Екатеринбург — Кисловодск                     | 446                             | Кисловодск — Екатеринбург                     |
| 603                             | Екатеринбург — Соликамск                      | 604                             | Соликамск — Екатеринбург                      |
| 609                             | Устье-Аха — Екатеринбург                      | 610                             | Екатеринбург — Устье-Аха                      |
| 689                             | Челябинск — Екатеринбург                      | 690                             | Екатеринбург — Челябинск                      |
| 851                             | Курган — Екатеринбург                         | 852                             | Екатеринбург — Курган                         |
| Сезонное движение поездов       |                                               |                                 |                                               |
| № поезда                        | Маршрут движения                              | № поезда                        | Маршрут движения                              |
| 191                             | Челябинск — Санкт-Петербург                   | 192                             | Санкт-Петербург — Челябинск                   |
| 233                             | Екатеринбург — Имеретинский курорт            | 234                             | Имеретинский курорт — Екатеринбург            |
| 289                             | Анапа — Екатеринбург                          | 290                             | Екатеринбург — Анапа                          |
| 522/521                         | Приобье — Новороссийск                        | 522/521                         | Новороссийск — Приобье                        |
| 595                             | Новый Уренгой — Тюмень — Екатеринбург — Анапа | 596                             | Анапа — Екатеринбург — Тюмень — Новый Уренгой |

## Галерея

Вокзал
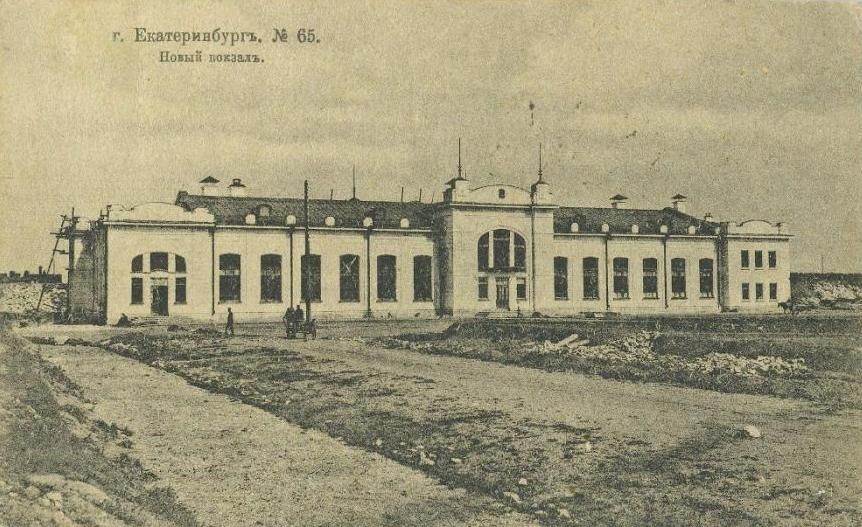
Новый вокзал на дореволюционной открытке
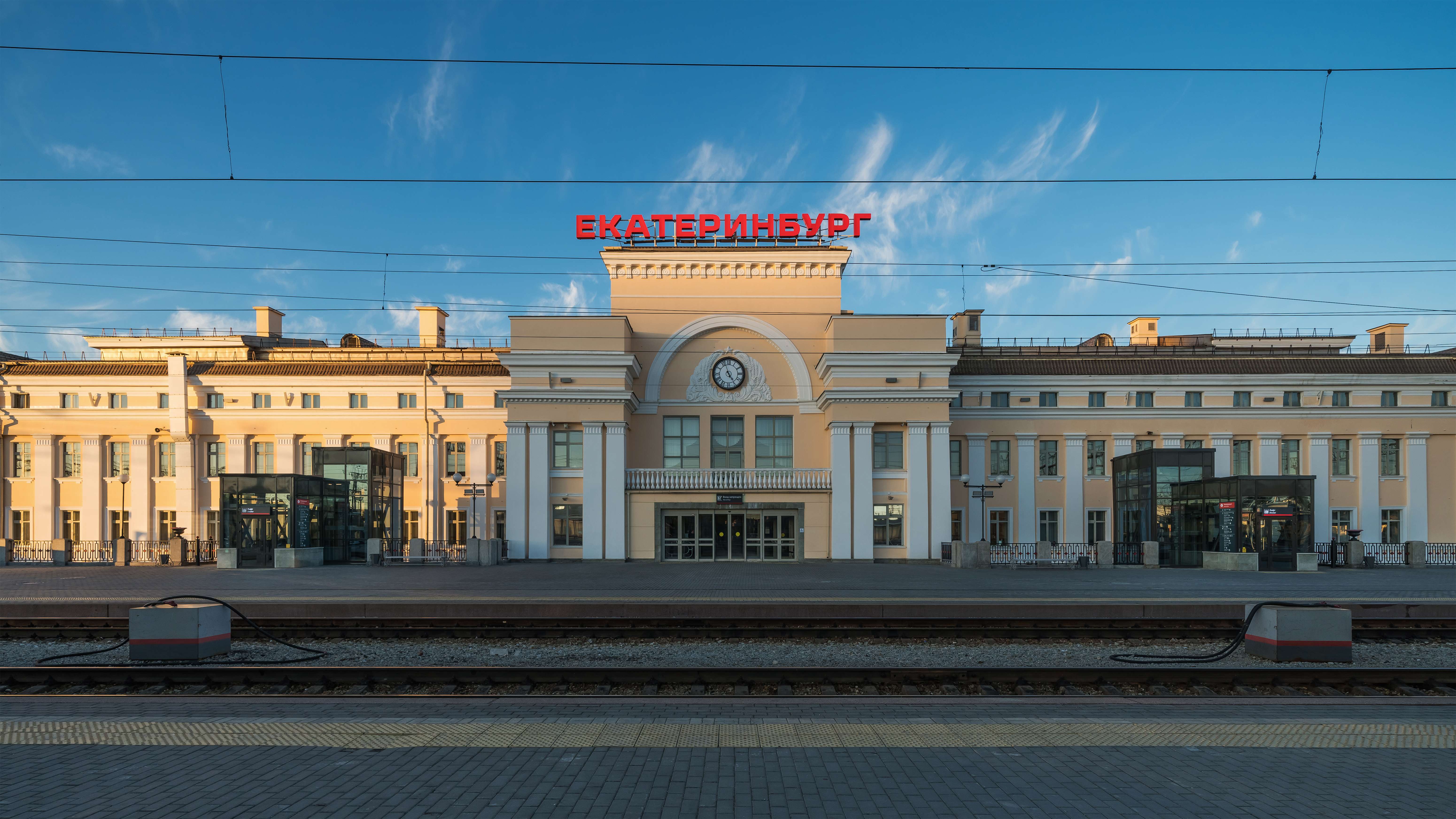
Вид вокзала со стороны путей
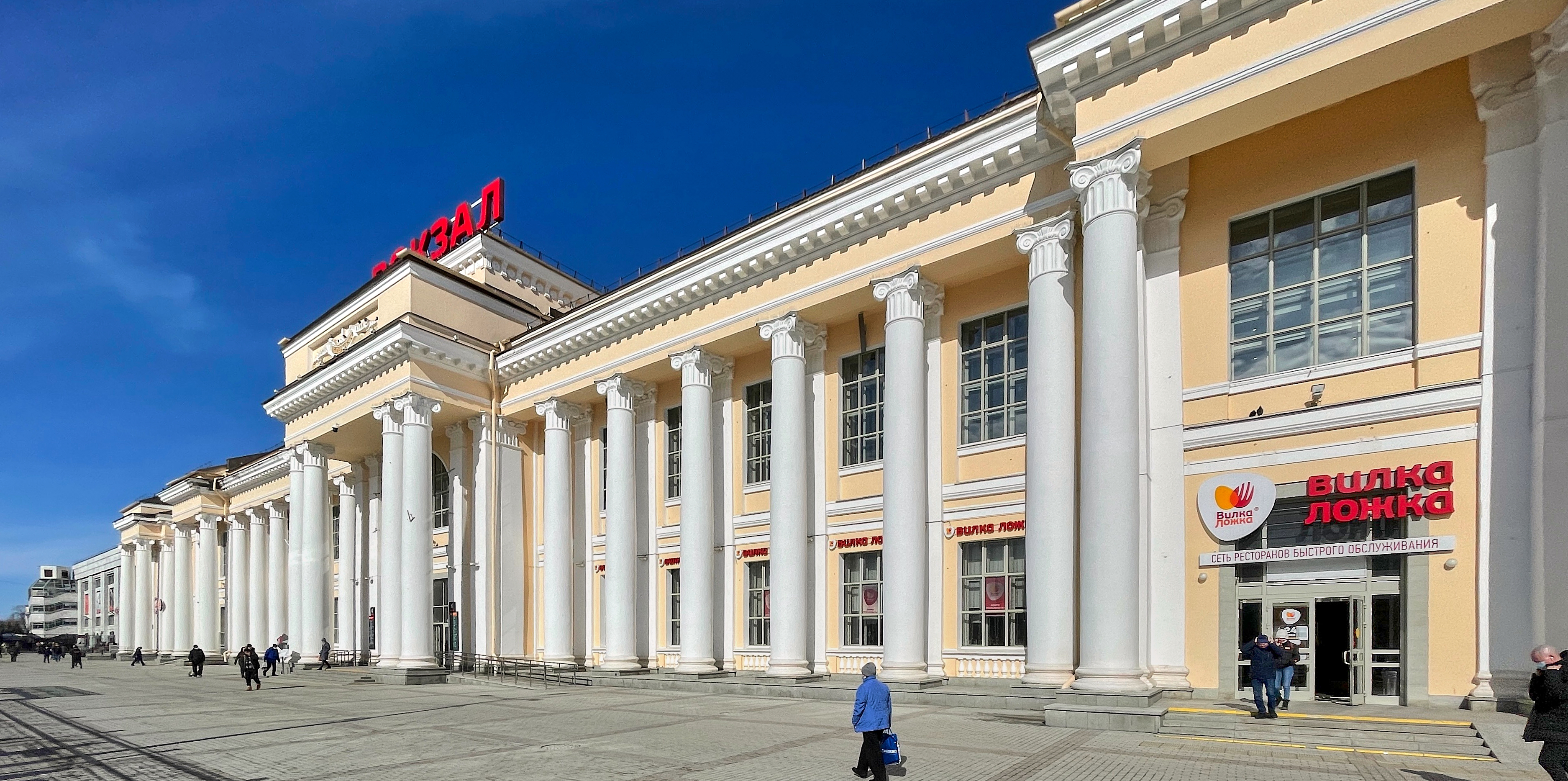
Фасад здания вокзала
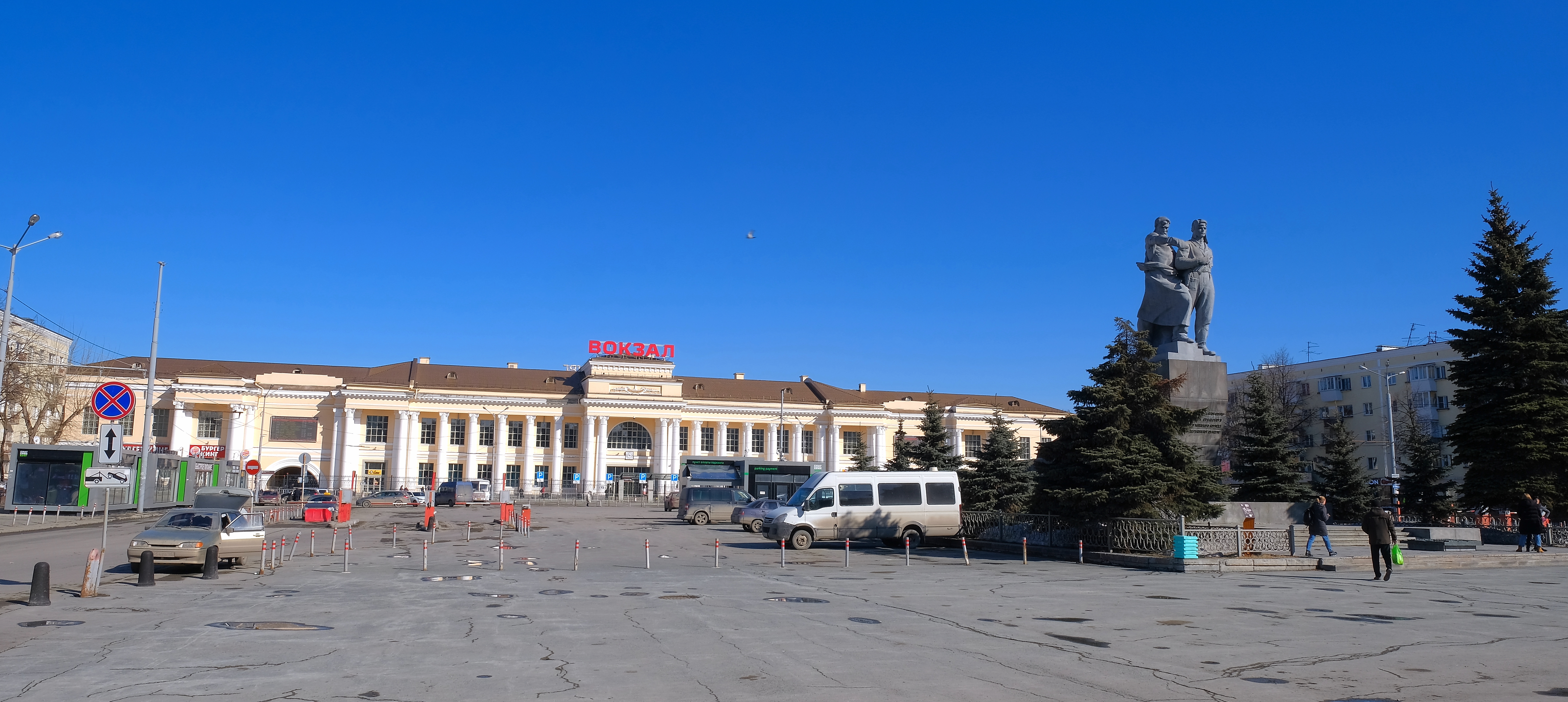
Привокзальная площадь и памятник воинам УДТК
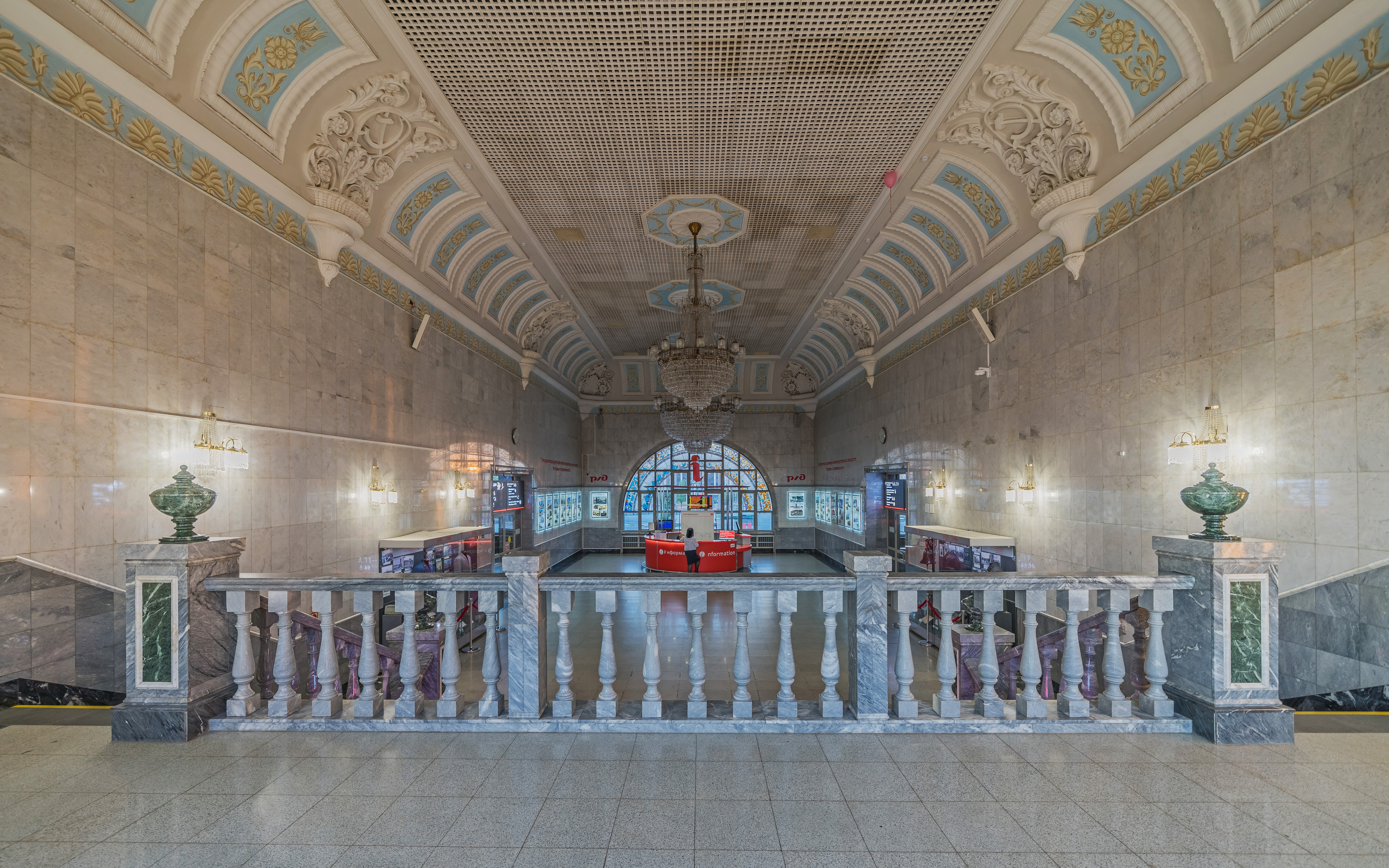
Интерьер вокзала
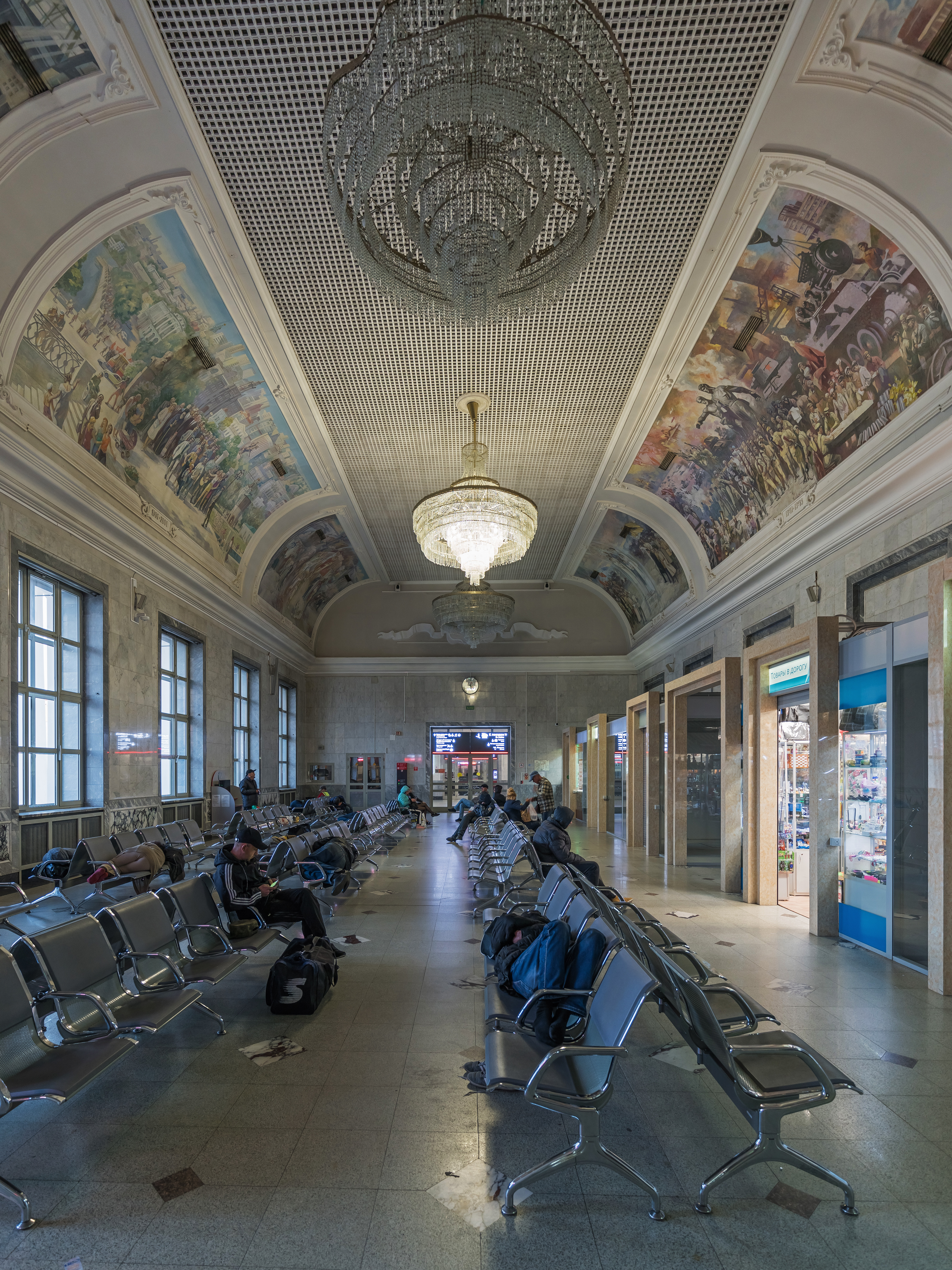
Интерьер вокзала — один из залов ожидания

Станция
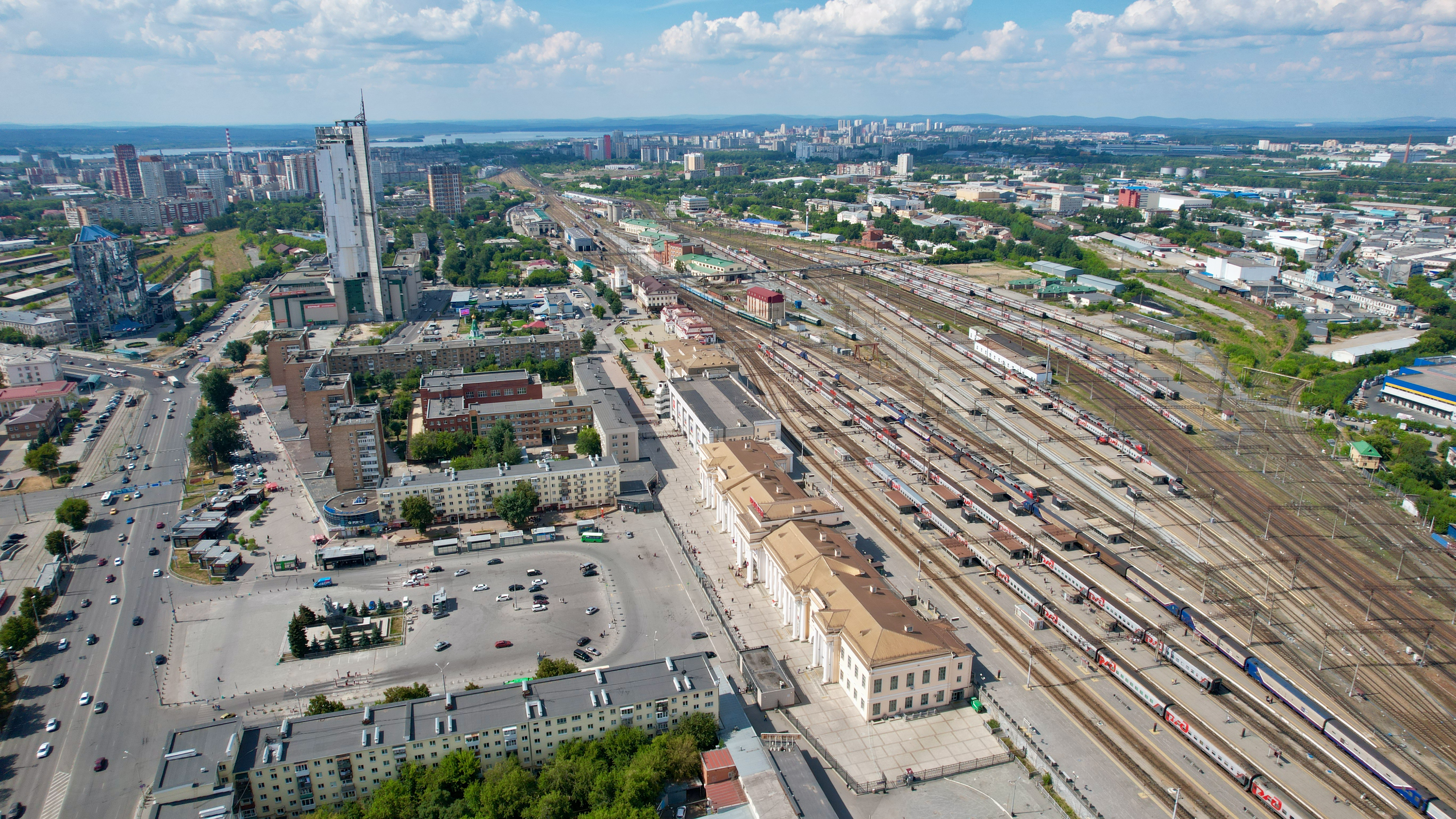
Вид с высоты
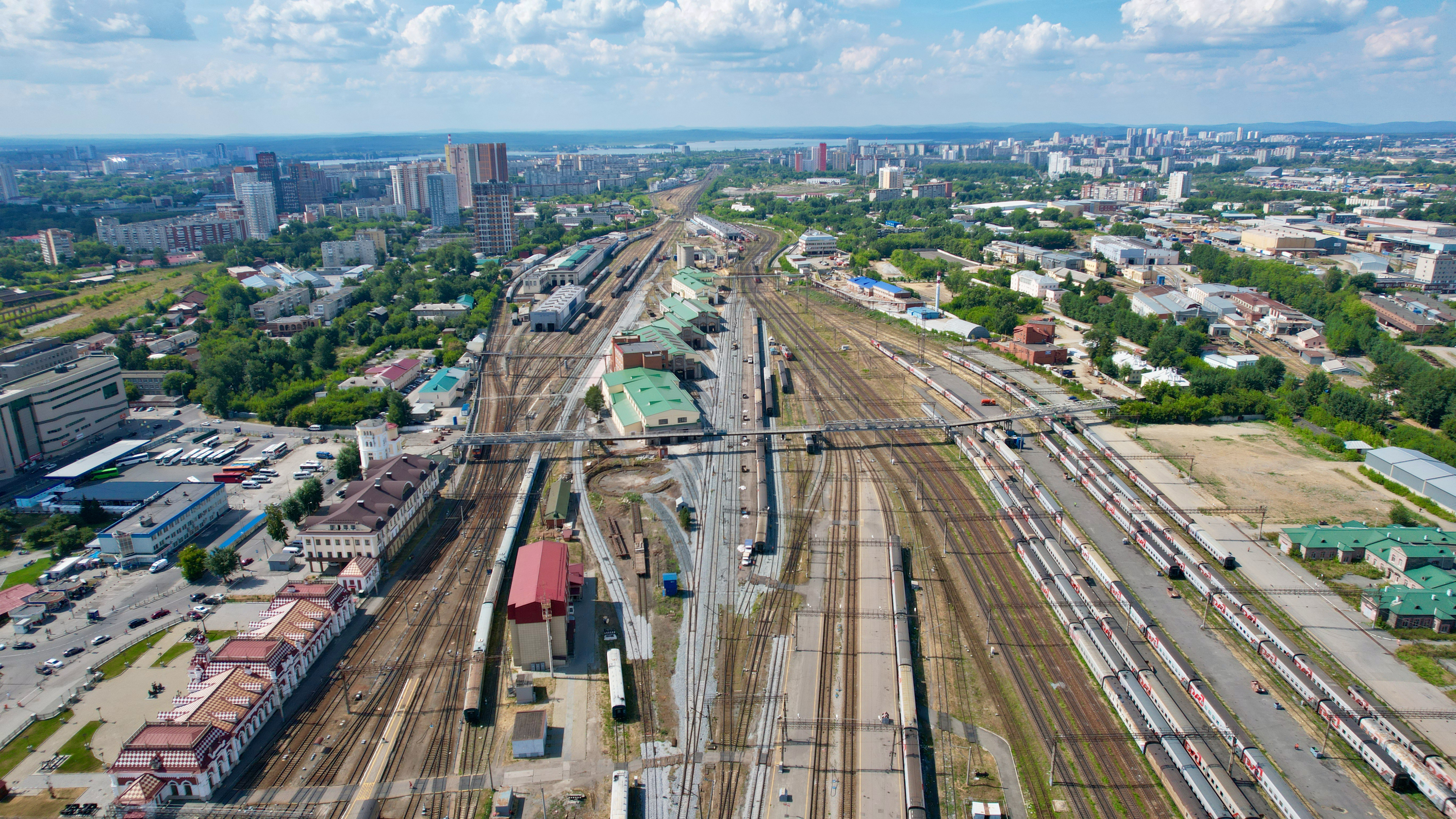
Вид с высоты
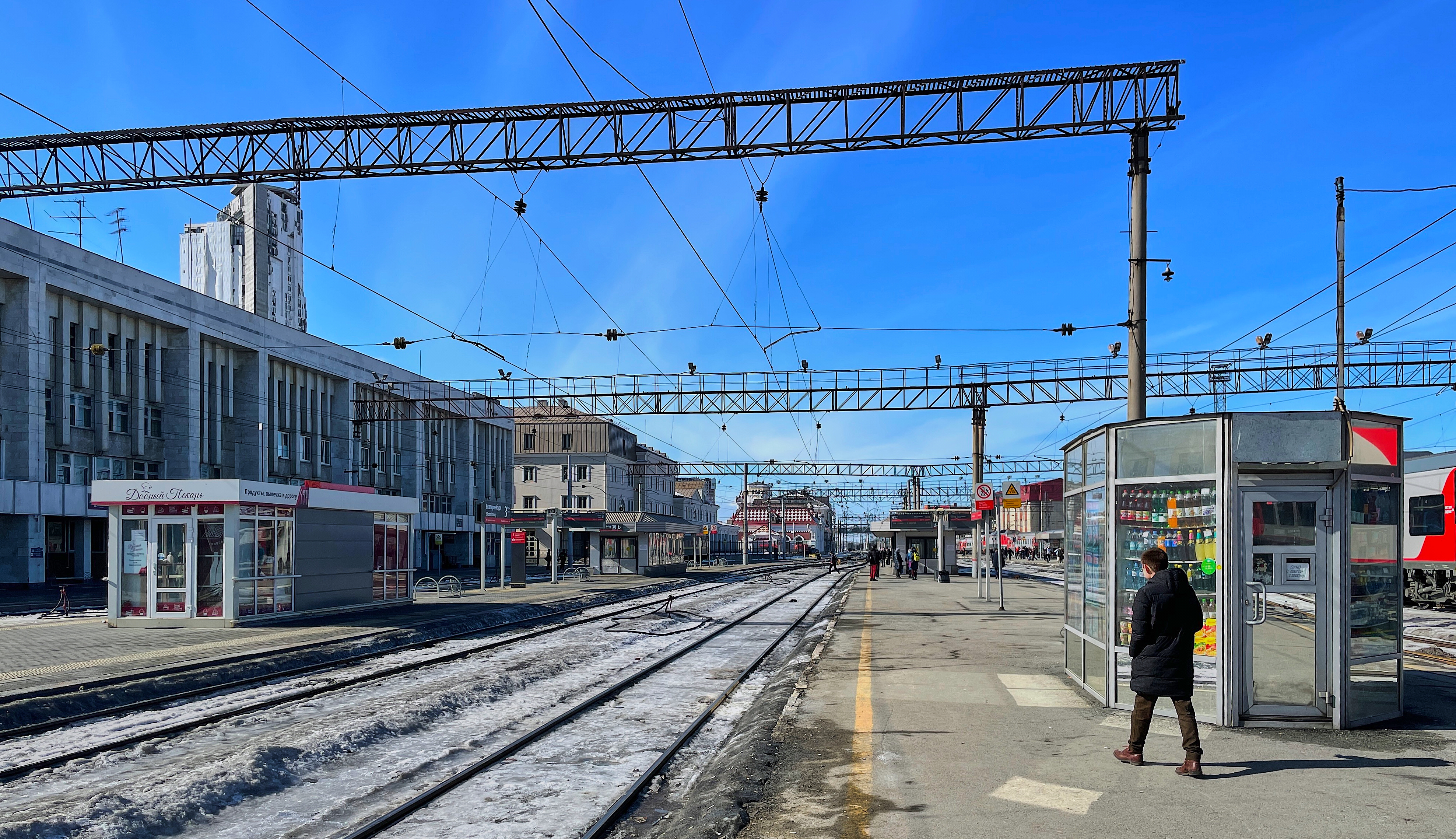
Пассажирская платформа
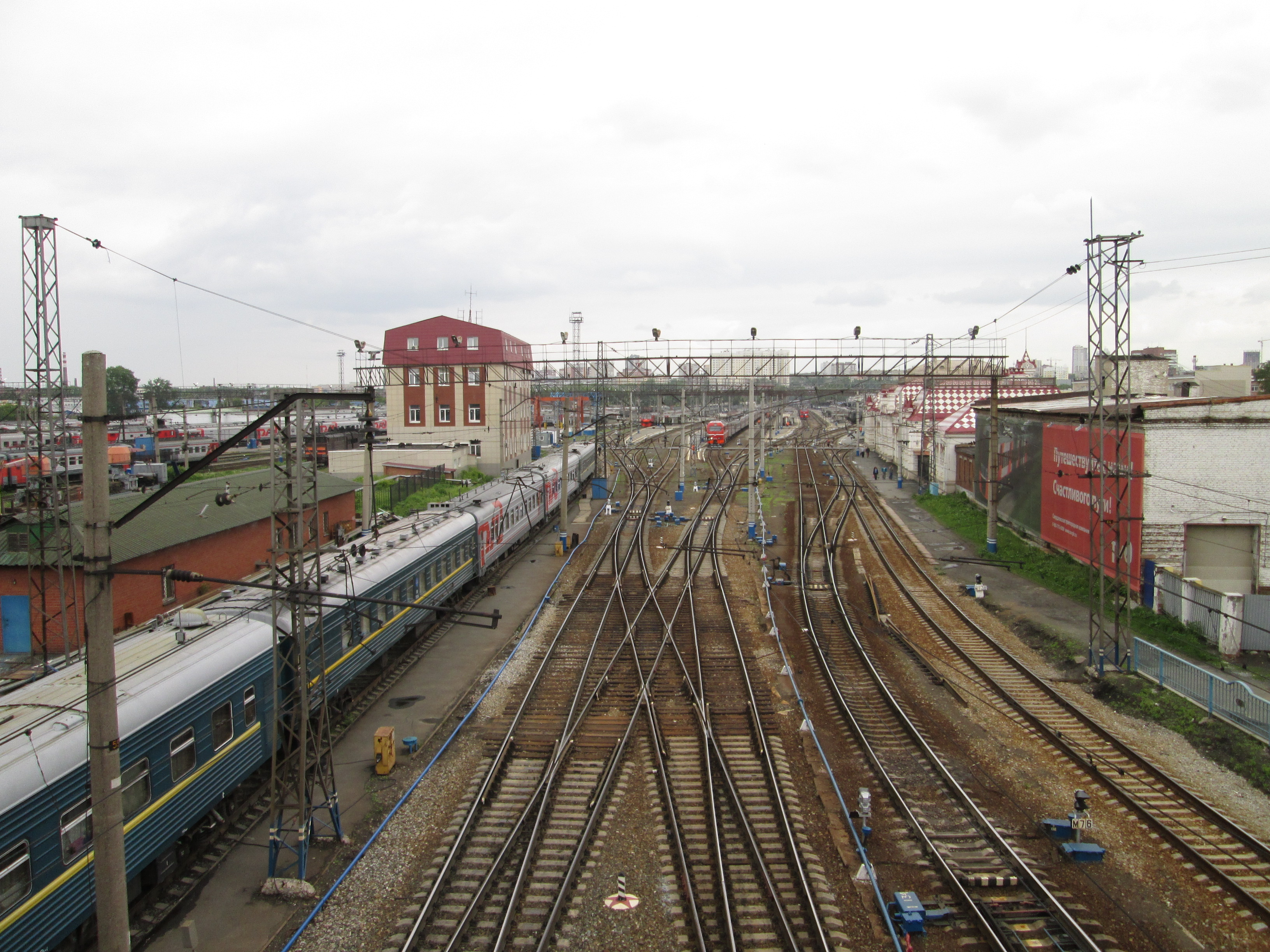
Одна из горловин станции
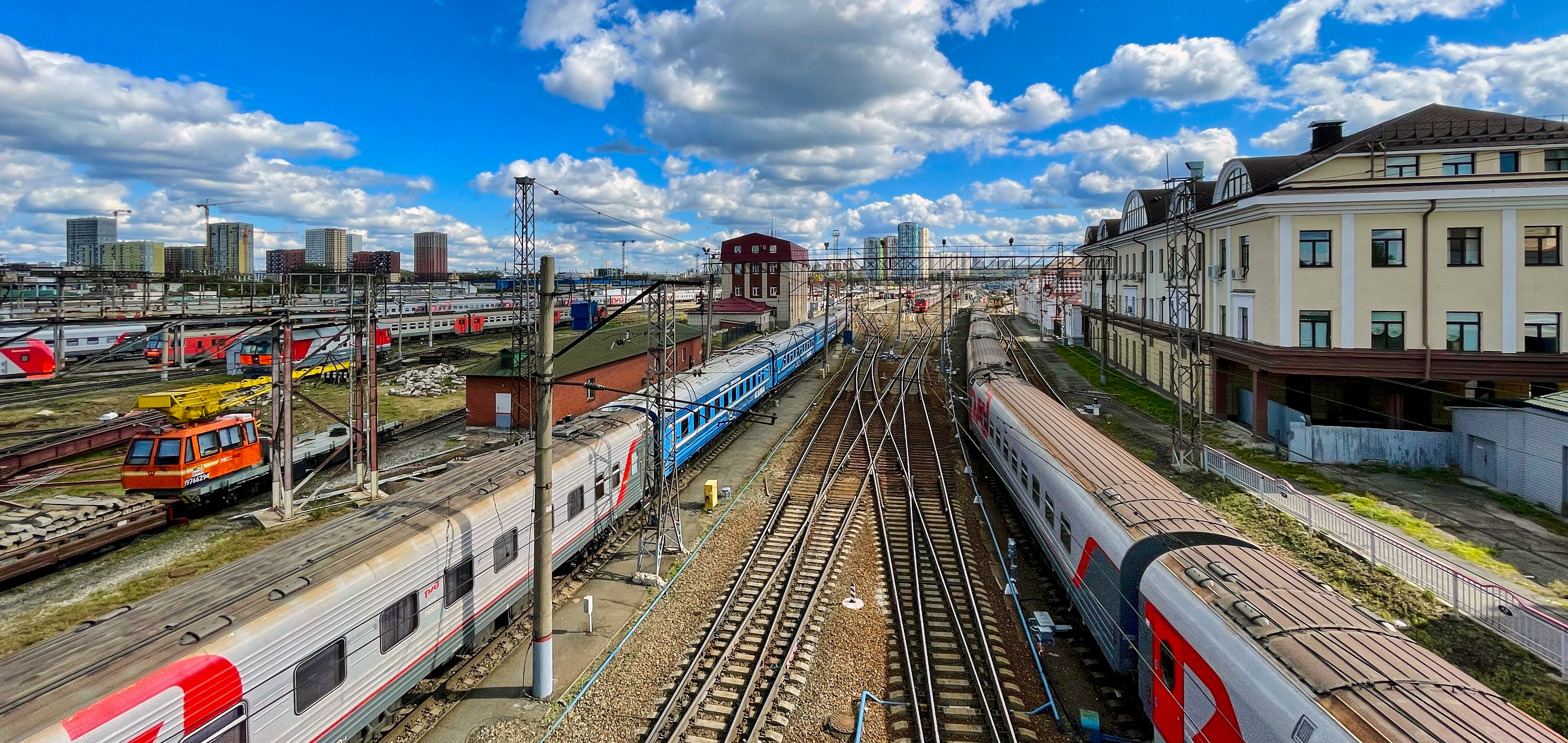
Составы на путях
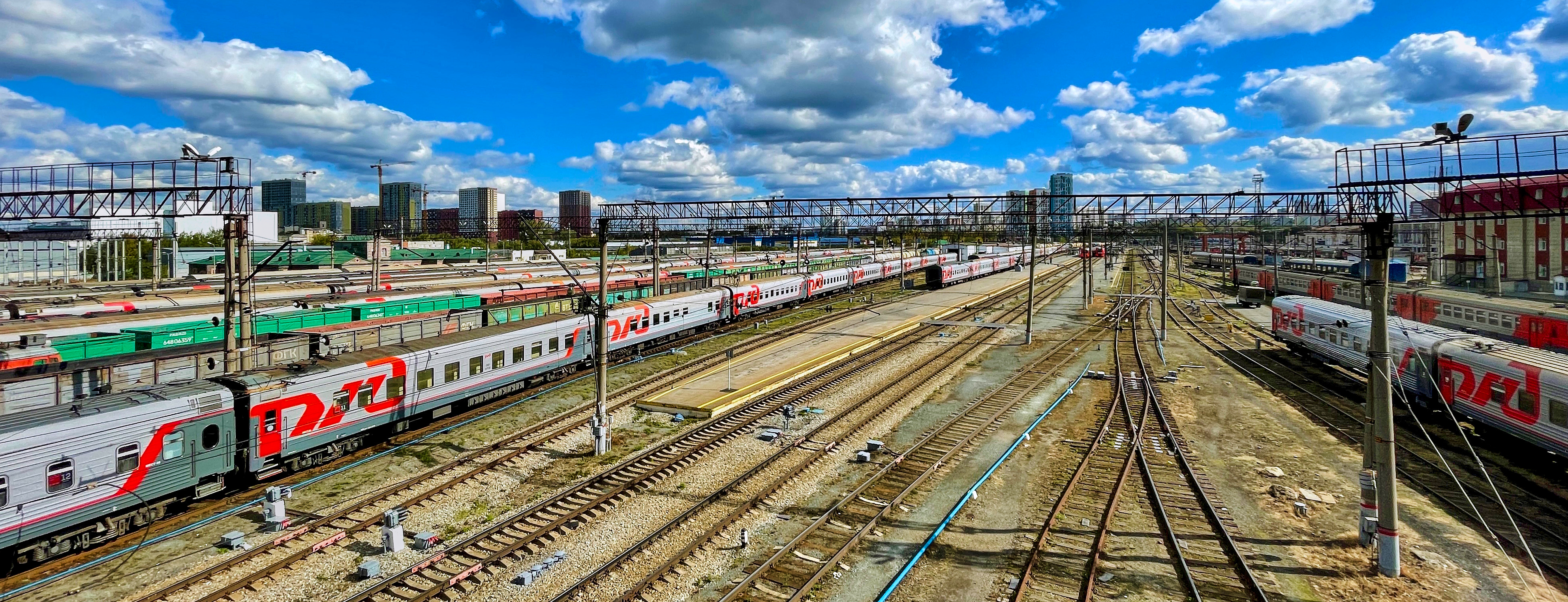
Путевое хозяйство
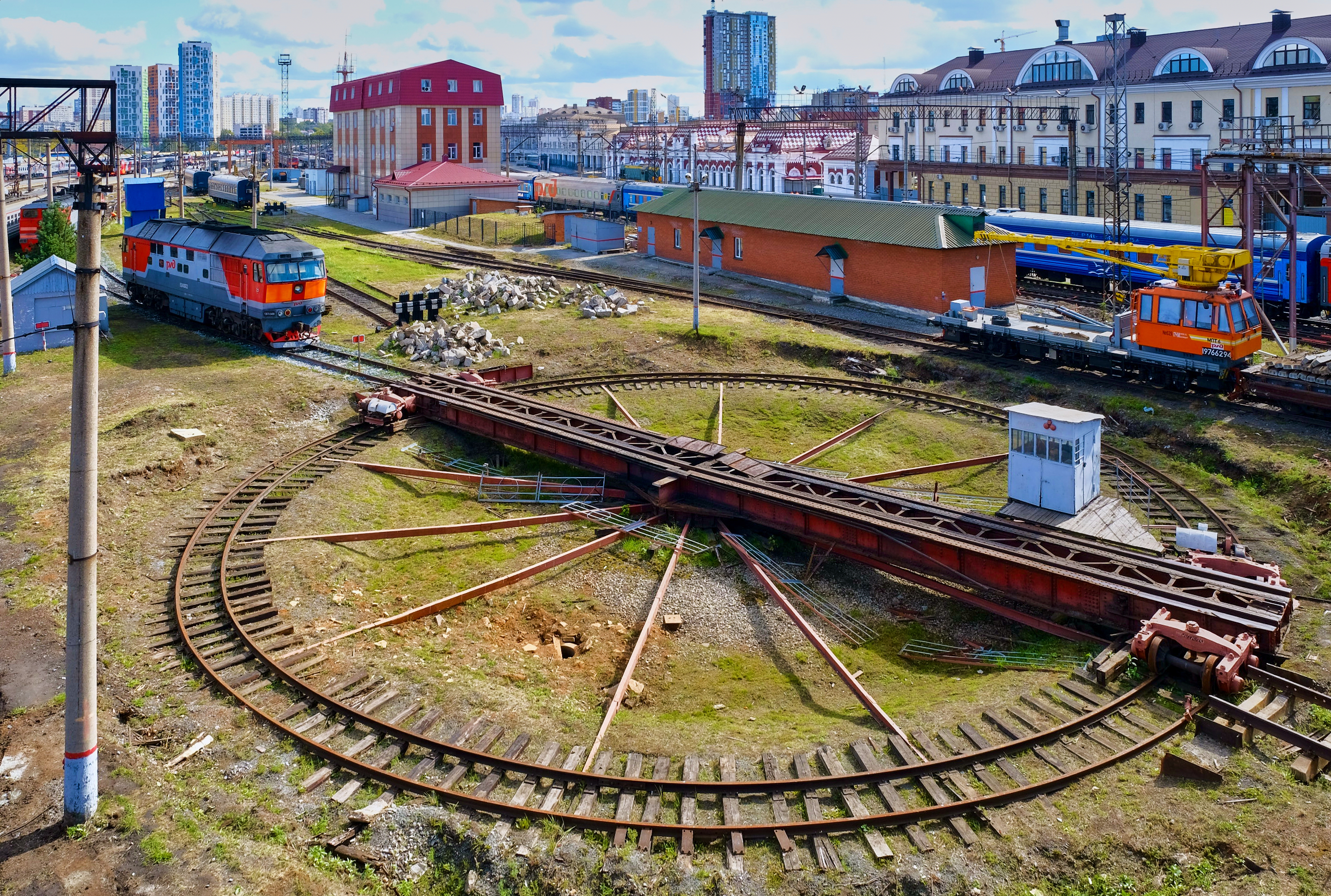
Поворотный круг